# 진화유전학
진화유전학은 생물 집단 안에 있는 유전자 다양성에 의해 생겨나는 유전자, 유전형질의 변화가 종분화와 진화에 미치는 영향을 연구하는 생물학의 분야이다. 집단유전학에 기초하고 있으며 21세기 떠오르는 연구분야 중 하나이다.

## 개요
진화 유전학은 매 세대 증가하는 유전자 다양성(유전정보)와, 점 돌연변이를 비롯한 각종 변이를 통해 나타나는 유전형질의 빈도 변화를 집단 차원에서 연구하는 학문이다. 일반적으로 데이터를 구하기 어려운 과거에는 모델 생물에 기반하는 경우가 많았으나 인간 게놈 프로젝트, 1000 유전체 프로젝트, ENCODE 프로젝트와 햅맵 프로젝트 등의 연이은 인구기반 데이터가 쌓이면서 많은 분석이 이루어지고 있다. 진화 자체가 직접 관찰이 가능한 현재에 진화의 속도변화와 방향에 관한 연구가 가장 활발히 이루어지고 있는 분야이다.

## 역사
진화생물학은 진화의 압력에 의해 발생하는 집단의 소진화와 소진화가 오랜 기간 동안 계속해서 누적된 결과 나타나는 대진화를 연구해 왔다. 일반적으로 진화생물학은 유전자 다양성에서부터 시작된 진화의 과정이 어떻게 자연환경에서 발견되는 생물 다양성을 가져오게 되었는지를 밝히는 것을 주요한 과제로 삼고있으며, 종의 정의가 불분명한 현대에는 대진화 소진화의 단어적 구분이 사라졌다고 볼 수 있다.
진화생물학의 연구 결과 찰스 다윈의 진화 이론과 유전학이 결합된 현대 진화 이론이 만들어지게 되었다. 진화생물학의 발전에 기여한 생물학자로는 블라디미르 파블로비치 에프로임슨, 갓프레이 헤럴드 하디, 빌헬름 바인베르크, 세르게이 셰트베리코프, 로널드 피셔, 스웰 라이트, 존 버런 센더슨 할데인, 줄리언 헉슬리, 테오도시우스 도브잔스키, 헤르만 조세프 멀러 등이 있다.
진화의 속도에 관한 연구가 진행되면서 이는 생체 시계 등의 방식으로 불리며 미토콘드리아 유전체에 관한 연구등이 다양하게 진행되었으며, 이를 통해 미토콘드리아 이브라는 여성 인류 집단의 기원에 관한 연구와 연계되었다. 이는 Y염색체 아담에 대해서도 같은 방식으로 이루어졌다. 하지만 이 연구에는 여러 부족한 점들이 존재했고, "이브"라는 이름때문에 과학에 대해 잘 모르는 사람들에게 성경에 나오는 이브처럼 1인이라는 착각을 일으키기도 했다.
20세기 인간 게놈 프로젝트의 완성과 다양한 생명체들의 시퀀싱이 이루어지면서, 생명체 전체의 계통수가 좀더 정확해지고, 바이러스를 통한 전달체들의 이동경로가 좀더 명확해지면서, 진화 유전학은 많은 발전을 하게 된다. 이 시점부터는 생태학의 연구로 인해 진화 현상이 직접 관찰되는 일이 늘어나면서, 생명의 기본 정의에 진화가 들어가게 되기 시작한다.
21세기에는 엔코드 프로젝트의 발전으로, 유전체 내의 유전자 이외의 부분들의 기능변화와 이들이 진화해온 과정들에 관한 연구들이 시작되었으며, 이는 진화의 속도 변화에 영향을 주는 현상들에 관한 연구들이 더욱 발전하게 만들었다.

## 방향
진화유전학의 역사는 유전학과 진화학의 발전과 함께 이루어졌으며, 발전 방향은 다음과 같이 나뉜다. 초기에 진화라는 현상이 재현 가능한지에 관한 기본적인 연구와, 이후 계통수에 관한 연구를 토대로 한 진화의 과정에 관한 연구,
- 20세기 중반-20세기 말: 진화 현상의 재현성

진화의 사실성에 관한 연구는 오래전 드 브리스를 비롯한 유전학자에 의해 이미 마무리가 되었으며, 이후 리처드 렌스키의 대장균의 장기간 진화 실험을 통해 진화가 직접 관찰 가능하며 재현 가능함을 입증했다.
- 20세기 말~21세기초: 진화 현상의 결과물과 역사

유전자 시퀀싱의 발달로, 진화 현상이 일어나는 것이 유전자에서 직접 관찰 가능하게 되었으며, 이를 통해 계통수를 연구해왔다. 바이러스의 유전체들과 플라스미드, 트랜스포존 등의 수평이동이 가능한 유전체들을 통해 이 계통수는 더욱 정밀해지게 되었다
- 20세기말~현재: 진화의 속도 변화

단속평형이론의 발달로 인해 진화의 속도 변화 자체가 관찰되고, 이것이 유전자 단위에서 일어나는 일이 주목되기 시작하면서, 유전체 단위로 진화의 속도가 어떻게 변화해 가는지에 관한 연구가 진행 중이며, 이는 현재에도 진행 중이다. 이 분야는 고생물학분야의 화석들에 관한 연구들과 연계되면서, 네안데르탈 지놈 프로젝트등, 고대 인류에 관한 시퀀싱이 이루어지게 되었다.
- 21세기초~현재: 진화의 방향

진화의 방향에 관한 연구는 진화 연구 초기에는 이루어지기 어려웠다. 이는 무작위적인 변이와 환경에 영향을 받는 형질의 특성들을 모두 예측하기 어려웠기 때문이다. 하지만 컴퓨터 기술과 모델링의 발전으로 현재는 진화의 방향에 관한 연구들이 다수 진행되고 있으며, 이는 RNA 시퀀싱의 발달로 인해 더욱 가속화되었다.

## 연계 연구분야
- 발생학과 관련된 연구를 하는 진화 발생 생물학과 연계되어 진화 발생 유전학으로 불리는, 혹은 이보디보로 불리는 연구가 진행되었으며, 이를 통해 "역진화"라고 이름붙인 형태의 연구가 성과를 거둠으로서, 조류와 파충류의 부리 형성의 영향을 주는 hox gene의 존재가 밝혀지게 되었다.

- 고생물학과 연관되어서 네안데르탈 지놈 프로젝트, 실러캔스 지놈 프로젝트를 비롯한 다양한 고생물과 살아있는 화석에 관한 시퀀싱이 진행되었다[11]

- 암 연구와도 상당히 많은 부분 연계되어 있으며, 빅데이터를 이용한 모델링을 상호 이용하는 경우도 있다.

- 신경 생물학은 아예 진화 유전학의 일부분에서 시작한 신경 유전학이 있으며, 이는 뇌의 진화과정에 관한 다양한 연구를 할 수 있게 해 주었다.

## 참고 문헌
- Stanford Encyclopedia of Philosophy. Evolutionary Genetics. January 14, 2005. Accessed 2007-07-07.
- David H. A. Fitch. Evolutionary Genetics. Accessed 2007-07-07.

## 같이 보기
- 진화
  - 진화생물학
  - 고생물학

- 유전학
  - 고유전학
  - 생물정보학
  - 유전체학
  - 1000 유전체 프로젝트
  - 햅맵 프로젝트
  - 신경 유전학
  - 시스템생물학